# Palacio de justicia del condado de Linn (Iowa)
El palacio de justicia del condado de Linn está ubicado en May's Island, en medio del río Cedar en Cedar Rapids, Iowa, Estados Unidos. Junto con el Edificio Conmemorativo de los Veteranos y otros dos edificios, es una propiedad que contribuye al Distrito Histórico de May's Island y que fue incluido en el Registro Nacional de Lugares Históricos en 1978. El palacio de justicia es el tercer edificio que el condado ha utilizado para funciones judiciales y administrativas del condado.

## Historia
El primer palacio de justicia del condado se construyó en Marion en 1842, por un coste de 40.000 dólares. El edificio tenía dos pisos y estaba construido de ladrillo. Mientras Cedar Rapids competía por Marion como sede del condado, se construyó un segundo palacio de justicia en Marion en 1855. En 1919, Cedar Rapids cedió una parcela de tierra al condado para construir un palacio de justicia. Aunque los votantes no apoyaron un referéndum sobre un bono de 1,3 millones de dólares para construir el palacio de justicia, la junta de supervisores continuó planificando un nuevo edificio. En 1922, los votantes aprobaron un referéndum sobre bonos más pequeños. El palacio de justicia actual fue diseñado por el arquitecto Joseph Royer de Urbana, Illinois, en estilo Beaux-Arts. Se completó en 1925 por poco menos de 500.000 dólares. Royer también diseñó la antigua cárcel del condado que se encontraba detrás del palacio de justicia.
El edificio sufrió daños importantes por una inundación en 2008. Las renovaciones del edificio finalizaron en 2014.

## Arquitectura
El Palacio de Justicia del condado de Linn es una estructura de piedra de Bedford de tres pisos construida sobre una base de granito. El edificio consta de un bloque principal flanqueado por dos alas cortas. Se encuentran elementos clásicos en el entablamento completo y en el pórtico de entrada saliente de nueve tramos. Diez columnas estriadas de orden jónico sostienen el entablamento y el parapeto. Paneles de piedra decorativos separan dos pisos de ventanas. Una balaustrada de piedra rodea la terraza y los balcones de las ventanas del primer piso flanquean el pabellón de entrada. Las elevaciones laterales y la parte trasera del edificio ofrecen una apariencia más simple, pero la cornisa rodea la mayor parte del edificio. Las paredes interiores fueron construidas con travertino y el mármol cubre los pisos.== Referencias ==
1. 1 2  «Linn County Courthouse». Iowa Judicial Branch. Consultado el 15 de febrero de 2011.
2. 1 2  Stanek, Edward and Jacqueline (1976). Iowa's Magnificent County Courthouses. Des Moines: Wallace-Homestead. p. 120. ISBN 0-87069-189-9.
3. ↑  Edward Sauter (1977). «National Register of Historic Places Inventory/Nomination: May's Island Historic District». National Park Service. Consultado el 29 de diciembre de 2015. with seven photos
4. ↑  Marjorie Pearson, Ph.D. «Commercial and Industrial Development of Downtown Cedar Rapids, c. 1865-1965». National Park Service. Consultado el 6 de julio de 2017.

- Datos: Q6554510
- Multimedia: Linn County Courthouse (Iowa) / Q6554510